# Henri Brocard
Pierre René Jean Baptiste Henri Brocard (1845-1922) va ser un meteoròleg, matemàtic i militar francès.

## Vida i Obra
Brocard va fer els seus estudis secundaris als Lycées de Marsella i Estrasburg i va preparar-se per l'entrada a les grans escoles a l'Acadèmie d'Estrasburg. El 1865 va ingressar a l'École Polytechnique en la qual es va graduar el 1867 i, després, es va enrolar en el cos d'enginyers de l'exèrcit francès. El 1870 va ser fet presoner dels alemanys a la batalla de Sedan. En retornar a França, va continuar la seva carrera militar, dedicant-se a l'organització de cursos de física i química a diverses escoles militars i a la recerca, fonamentalment, en matemàtiques i meteorologia. Va ser destinat al nord d'Àfrica, on va ser fundador del Institut Meteorològic d'Alger. El 1910 es va jubilar de l'exèrcit amb el grau de tinent-coronel i es va retirar a viure, solitari, a Bar-le-Duc on va morir. Malgrat aquesta soledat i la quasi absència de visitants a casa seva, mai va deixar d'acudir als congressos internacionals quadriennals de matemàtics.

Construcció dels punts de Brocard.

Brocard és recordat per l'angle, el triangle, el cercle i els punts que porten el seu nom: Els punts de Brocard són els dos punts interiors d'un triangle que compleixen la condició de que els angles entre els tres costats i la recta que va del punt a cada vèrtex són tots tres iguals; el cercle de Brocard és el cercle que passa pels dos punts de Brocard i pel punt de Lemoine.
També va establir el problema de Brocard que demana trobar els nombres naturals, {\displaystyle n_{b}}, que compleixen que {\displaystyle n_{b}!+1=m^{2}}, essent {\displaystyle m} un altre nombre natural. Només se sap que ho compleixin ell nombres 4, 5 i 7, que donen, respectivament, els quadrats de 5, 11 i 71. Aquests tres parells, {\displaystyle <4,5>,<5,11>,<7,71>}, són els anomenats nombres de Brown.